# Marc García Calvo
Marc García Calvo (Palma de Mallorca, 3 de febrero de 2001) es un jugador de baloncesto español, que ocupa la posición de base. Actualmente forma parte de la plantilla del Club Bàsquet Llíria de la Segunda FEB. Es hermano del también baloncestista Sergi García.

## Biografía
Sus inicios baloncestísticos tendrían lugar en las categorías inferiores del Club Sant Josep Obrer de Palma (2013-2015) y posteriormente en el CB San Agustín (2015-2016).
Más tarde, formaría parte de las canteras del Real Madrid Baloncesto en categoría cadete, CB Murcia y Valencia Basket en categoría junior, siendo un fijo en las categorías inferiores de la selección española. Disputaría la Liga EBA durante la temporada 2018-19 en el filial valencianista, en la que promediaría 15.9 minutos y 4.6 puntos por encuentro.
En 2019 consigue la medalla de oro con la selección española sub-18 en el Campeonato Europeo de Baloncesto Masculino Sub-18 disputado en Volos (Grecia).
En 2019 firma con el San Pablo Burgos de la Liga ACB por varias temporadas y al comienzo de la temporada 2019-20, el base es cedido a su filial, el Nissan Grupo de Santiago de la Liga EBA.
El 24 de noviembre de 2019 el base hace su debut en la Liga ACB, con victoria en Madrid (76-78) ante todo un histórico del baloncesto español como es el Movistar Estudiantes en el WiZink Center de la capital.
En la temporada 2020-21, firma por el Zentro Basket Madrid de Liga LEB Plata.
En la temporada 2021-22, firma por el Club Baloncesto Zamora de Liga LEB Plata.
El 3 de agosto de 2022, firma por el Usal La Antigua de Liga LEB Plata.
El 30 de mayo de 2023, se incorpora a las filas de Fibwi Palma de la Liga LEB Plata.
El 29 de febrero de 2024, firma por el Melilla Sport Capital Enrique Soler de la Liga LEB Plata. 
En la temporada 2024-25, firma por el Club Bàsquet Llíria de la Segunda FEB.